# 광개토대왕급 구축함

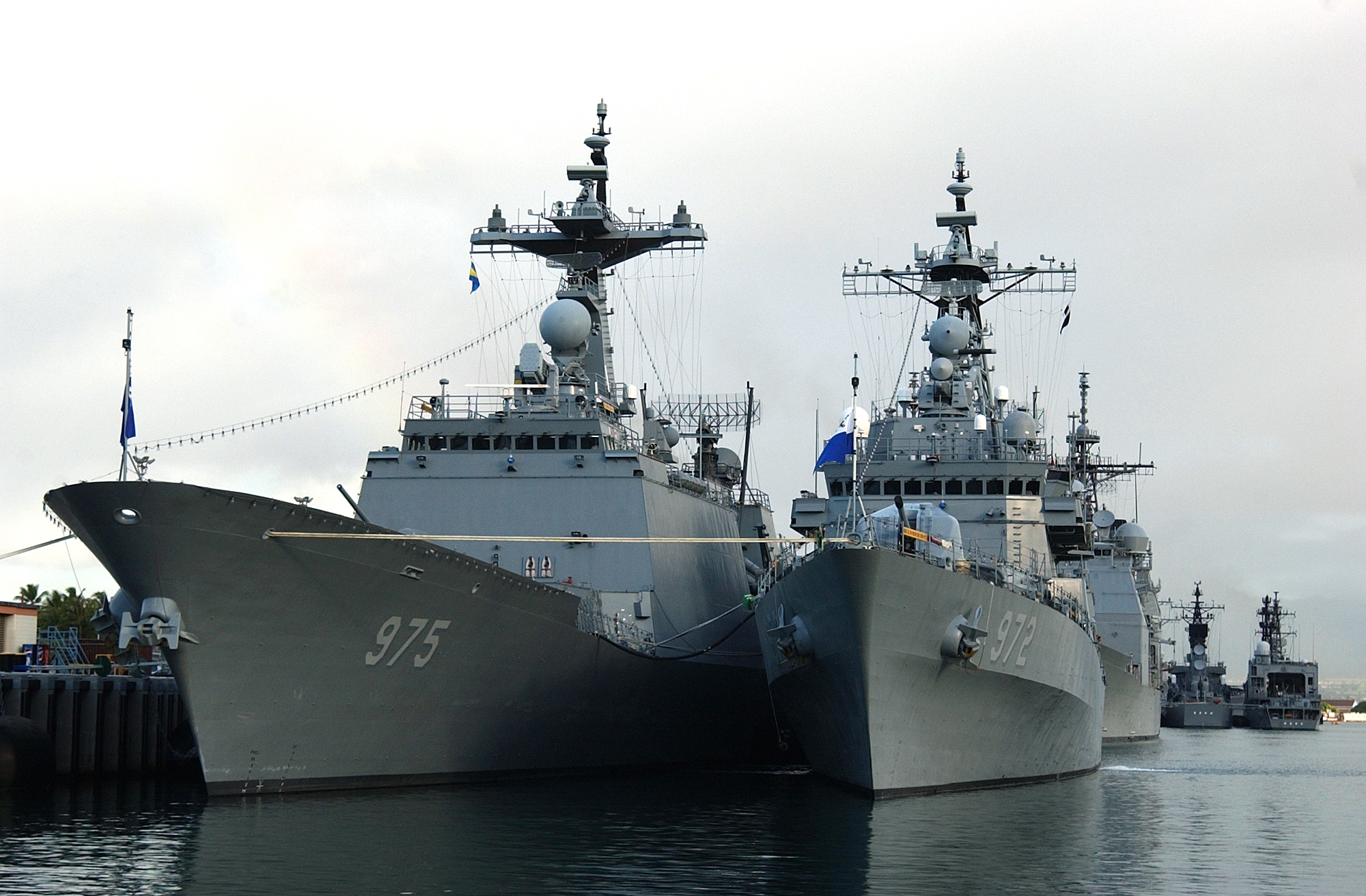
KD-2 충무공이순신함과 함께 하와이 진주만에 정박중인 KD-1 을지문덕함(오른쪽)

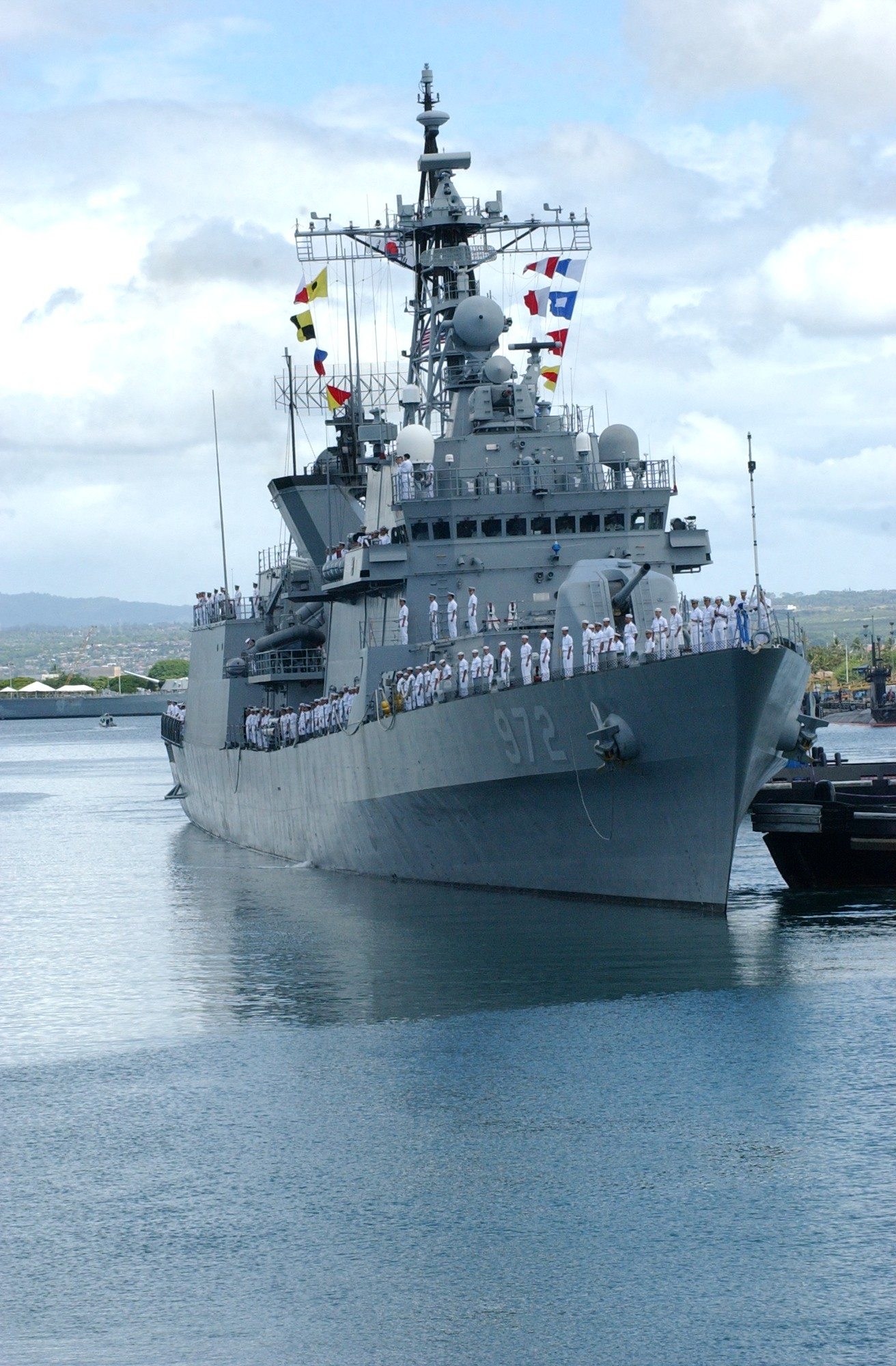
림팩 2004 훈련에 참가하기 위해 진주만에 입항중인 KD-1 을지문덕함 (DDH-972)

광개토대왕급 구축함(廣開土大王級 驅逐艦)은 대한민국 해군 소속의 약 3,200톤급 구축함이다. 이 함은 한국형 경량 구축함 도입 사업인 KDX(Korea Destroyer Experiment)-1 계획에 따라 대한민국의 기술력으로 건조되었다. 일명 KD-1 이라고도 한다. 광개토대왕급 구축함이 도입되기 전, 대한민국 해군이 보유한 최대 배수량의 군함이였던 울산급 호위함(FF급 1,500t)의 2배 이상의 규모로 대한민국 해군의 해상작전능력을 크게 향상시켰다.
대우중공업(지금의 대우조선해양) 옥포조선소에서 총 3척의 헬기 구축함(DDH)을 건조, 도입되어 사업이 완료되었다. 이를 통해, 2000년 12월말 마지막 남은 3척의 충북급 구축함을 퇴역시켰다.

## 함선 목록
| 번호    | 이름         | 진수일           | 취역일          | 건조사       | 비고 |
| ------- | ------------ | ---------------- | --------------- | ------------ | ---- |
| DDH 971 | 광개토대왕함 | 1996년 10월 28일 | 1998년 7월 24일 | 대우조선해양 |      |
| DDH 972 | 을지문덕함   | 1997년 10월 16일 | 1999년 8월 30일 | 대우조선해양 |      |
| DDH 973 | 양만춘함     | 1998년 9월 30일  | 2000년 6월 30일 | 대우조선해양 |      |

## 주요 제원
- 길이 - 135.4m (444 ft)
- 높이 - 14.2 m (46.5 ft)
- 폭 - 14.2m (14 ft)
- 배수량 - 3,200톤(만재 3,900톤)
- 순항속도 - 18노트
- 최고속도 - 30노트
- 순항거리 - 4,500 마일
- 만재배수량(Displacement) - 3,885-3,900 톤
- 탑재 헬기 - 슈퍼링크스 대(對)잠수함 헬리콥터 2대
- 승조원 - 최대 286명
- 주요 무장
  - Mk-48 mod 2 VLS 16셀
  - 오토 멜라라 54구경 127mm(5 inch) 함포 1문
  - 시그널 30mm 골키퍼(Goalkeeper) 근접방어무기체계(CIWS) 2문
  - 대함 무장 - 하푼 대함유도미사일
  - 대공 무장 - 시스패로 함대공 미사일 16발 (VLS)
  - 어뢰 - 얼라이언트 테크시스템(alliant tech-system) Mk.46 mod 5 및 324mm 어뢰발사관 탑재
- 채프 플레어, 디코이 런처, 수중 음파탐지기(Sonar)와 적아(敵我) 식별기, 화생방 방호체계 등 각종 전자장비를 갖추고 있다.
- 대공 레이다 - 레이시온 AN/SPS-49(V) 2D 레이다
- 수상/대공 레이다 - 시그널 MW-08 3차원 대공감시 레이다
- 항법 레이다 - 대우 SPS-95k 레이다
- 사격통제레이다 - 시그널 STIR 180 사격통제레이다
- IFF AN/UPX-27K IFF
- ECM ARGOSystems AR 700
- ECM ARGOSystems APECS 2
- 채프 - CSEE DAGAIE MK.2 채프 발사기 4기
- 어뢰 기만기 - SLQ-25 닉시
- 전투지휘시스템 - BAe SEMA SSCS MK.7 전투 시스템
- 사격통제시스템
  - SWG-1A(v) 하푼통제시스템
  - MK.91 mod 3 시스패로우 사격통제시스템
- 통신시스템 - 한국형 해군 전술 데이터 시스템(KNTDS, Korean Naval Tatical Data System) LINK 11
- 소나 - 아틀라스 DSQS-21BZ 헐마운티드 소나
- 엔진 : CODOG(Combined Diesel or Gas turbines) 방식
  - 가스터빈 엔진 : GE LM2500 엔진 2기(58,200 hp)
  - 디젤 엔진 : 삼영 20V 956 TB 82 2기 (8,000 hp)

## 한국형 구축함 간의 비교
|                       | KD-1: 광개토대왕급 구축함              | KD-2: 충무공이순신급 구축함                                             | KD-3: 세종대왕급 구축함                                               |
| --------------------- | -------------------------------------- | ----------------------------------------------------------------------- | --------------------------------------------------------------------- |
| 계약자                | 대우조선해양                           | 대우조선해양, 현대중공업                                                | 대우조선해양, 현대중공업                                              |
| 길이                  | 135.4 m                                | 149.5 m                                                                 | 165.9 m                                                               |
| 폭                    | 14.2 m                                 | 17.4 m                                                                  | 21.4 m                                                                |
| 흘수                  | 4.2 m                                  | 5 m                                                                     | 6.25 m                                                                |
| 배수량                | 3,200 톤                               | 4,400 톤                                                                | 7,650 톤                                                              |
| 만재배수량            | 3,885 톤                               | 5,520 톤                                                                | 10,000 톤                                                             |
| 최고속도              | 30 노트                                | 29 노트                                                                 | 30 노트                                                               |
| 순항속도              | 18 노트                                | 17 노트                                                                 | 20 노트                                                               |
| 순항거리              | 4,500 해리                             | 5,500 해리                                                              | 5,500 해리                                                            |
| 탑재헬기              | MK 99A 슈퍼링크스 2대                  | MK 99A 슈퍼링크스 2대                                                   | MK 99A 슈퍼링크스 2대                                                 |
| 승무원                | 286명                                  | 280명                                                                   | 300명 내외                                                            |
| 함포                  | 5인치 54구경 OTO Compact Mount         | 5인치 함포 KMk 45 Mod 4 *1                                              | 5인치 함포 KMk 45 Mod 4 *1                                            |
| 근접방어체계          | 골키퍼 CIWS *2                         | 골키퍼 CIWS 21연장 RAM Block I 발사기 1문                               | 골키퍼 CIWS 21연장 RAM Block I 발사기 1문                             |
| 대함미사일            | AGM-84 하푼 4연장 발사기 2기           | 전기1형 - 하푼 4연장 발사기 2기 후기형 - SSM-700K 해성 4연장 발사기 2기 | SSM-700K 해성 4연장 발사기 4기                                        |
| 대공미사일            | RIM-7P 시스패로우 16기                 | SM-2 Blocks IIIA/IIIB                                                   | SM-2 Blocks IIIA/IIIB                                                 |
| 수직발사장치          | 16셀 Mk 48 Mod 2                       | 마크 41 VLS 32문 K-VLS 24문                                             | 마크 41 VLS 80문 K-VLS 48문                                           |
| 대잠수함무기          | 324mm 청상어 어뢰 3연장 발사관 2문     | 324mm 청상어 어뢰 3연장 발사관 2문 K-ASROC 홍상어 미사일 (K-VLS 탑재)   | 324mm 청상어 어뢰 3연장 발사관 2문 K-ASROC 홍상어 미사일 (K-VLS 탑재) |
| 대공 레이다           | 시그널 네더란드 MW-08                  | 시그널 네더란드 MW-08                                                   | AN/SPY-1D(V) 이지스 레이다                                            |
| 해상 레이다           | 시그널 네더란드 MW-08                  | 시그널 네더란드 MW-08                                                   | AN/SPY-1D(V) 이지스 레이다                                            |
| 항법 레이다           | 대우 SPS-95K (I 밴드)                  | 대우 SPS-95K (I 밴드)                                                   | 대우 SPS-95K (I 밴드)                                                 |
| 사격통제 레이다       | 시그널 사 STIR 180 *2                  | 시그널 사 STIR 240 *2                                                   | AN/SPG-62 *3                                                          |
| IFF                   | AN/UPX-27K IFF                         |                                                                         | 이지스 피아식별시스템                                                 |
| 전자교란장치          | ARGOSystems AR 700 ARGOSystems APECS 2 | LIG 넥스원 SLQ-200(V)K SONATA                                           | LIG 넥스원 SLQ-200(V)K SONATA                                         |
| 레이다/적외선교란장치 | CSEE DAGAIE MK2 채프/플레어 발사기 *4  | KDAGAIE MK2 채프/플레어 발사기 *4                                       | KDAGAIE MK2 채프/플레어 발사기 *4                                     |
| 어뢰기만기            | SLQ-25 Nixie towed 어뢰 디코이         | SLQ-261KTACM                                                            | SLQ-261KTACM                                                          |
| 전투시스템            | BAe SEMA SSCS MK.7 전투시스템          |                                                                         | 이지스 전투시스템                                                     |
| 통신시스템            | Litton KNTDS LINK 11                   | Litton KNTDS LINK 11                                                    | Litton KNTDS LINK 16                                                  |
| 소나                  | ATLAS DSQS-21BZ 함수소나               | ATLAS DSQS-21BZ 함수소나                                                | ATLAS DSQS-21BZ 함수소나                                              |
| 예인 소나             | SQR-220K 흑룡 예인소나                 | SQR-220K 흑룡 예인소나                                                  | SQR-220K 흑룡 예인소나                                                |
| 추진방식              | CODOG                                  | CODOG                                                                   | COGAG                                                                 |
| 가스터빈              | GE LM2500 (58,200 hp) *2               | GE LM2500 (58,200 hp) *2                                                | GE LM2500 (58,200 hp) *2                                              |
| 디젤엔진              | 쌍용 20V 956 TB 82 (8,000 hp) *2       | 쌍용 20V 956 TB 82 (8,000 hp) *2                                        | 쌍용 20V 956 TB 82 (8,000 hp) *2                                      |
| 프로펠러              | 2 CP 프로펠러                          | 2 CP 프로펠러                                                           | 2 CP 프로펠러                                                         |
| 1번함 취역            | 1998년 7월 24일 (DDH-971)              | 2003년 12월 1일 (DDH-975)                                               | 2008년 12월 22일 (DDG-991)                                            |

## 성능개량
- KDX-I 성능개량 사업 추진 경과
  - 2013년 11월 ~ 2014년 5월: 선행연구
  - 2014년 7월: 사업추진기본전략 심의ㆍ의결(제105회 정분위)
  - 2014년 10월 ~ 2015년 5월: 사업타당성 조사
  - 2016년 2월: 전투체계 체계개발기본햐계획 심의・의결(제192회 분위)
  - 2016년 9월: 전투체계 체계개발 계약
  - 2017년 6월: 함정 체계개발기본계획 심의ㆍ의결(제210회 사분위)
  - 2017년 12월: 성능개량 TASS 계약
  - 2018년 6월: 사업추진기본전략 수정(제137회 정분위)
  - 2018년 11월 ~ 2019년 1월: 전투체계 개발시험평가
  - 2018년 12월: 함정 개조・개장 계약, LINK-16 계약
  - 2019년 1월 ~ 6월: 성능개량 사업 1번함(양만춘) 함정 개조・개장 설계
  - 2019년 3월 ~ 6월: 전투체계 초도운용시험평가
  - 2019년 7월 ~ 12월: 1번함 함정 개조・개장
  - 2020년 9월 9일: 1번함 성능개량 완료・인도[2]
  - 2021년 10월: 성능개량 사업 2번함(광개토대왕) 성능개량 완료・인도
  - 2021년 12월: 성능개량 사업 3번함(을지문덕) 성능개량 완료・인도

건조한지 20여년이 다 된 광개토대왕급 구축함 전투시스템의 노후화로 잦은 셧다운으로 인해 한화시스템의 Baseline 2.31 전투시스템으로 교채하는 성능 개량에 착수했다. 2020년 9월 9일 양만춘함에 이어 2021년 을지문덕함을 마지막으로 성능개량 사업이 종료되었다.

## 같이 보기
- 한국형 구축함